# Amblyseius brevicervix
Amblyseius brevicervix är en spindeldjursart som beskrevs av Wu och Li 1985. Amblyseius brevicervix ingår i släktet Amblyseius och familjen Phytoseiidae. Inga underarter finns listade i Catalogue of Life.